# 川勝茂弘
川勝 茂弘（かわかつ しげひろ、1941年 - ）は、兵庫県出身の洋画家。新槐樹社委員（兵庫県支部長）、日本美術家連盟会員。紺綬褒章受章。

## 略歴
- 1941年、兵庫県に生まれる。
- 1967年、新槐樹社展に初出品。
- 1970年、新槐樹社展にてクサカベ賞受賞、以降毎年出品している。
- 1971年、読売新聞社賞受賞。
- 1973年より大阪を中心に個展を開催している（17回）。
- 1984年、渡欧。以降、ヨーロッパ各地研修スケッチ旅行。

イタリアをはじめヨーロッパ各地の風景などが、細かく丁寧に描かれており、重厚で落ち着いた雰囲気の作品が多い。

## 受賞歴
- クサカベ賞、読売新聞社賞、芸術公論社賞、大阪府知事賞、日本芸術新聞社賞（2回）、新槐樹社創立30回記念賞、兵庫県知事賞、文部科学大臣賞。
- 奨励賞（2回）、新槐樹社準委員優勝（2回）。

## 個展
大丸デパート大阪心斎橋店（7回）、西武デパート逆瀬川支店、岐阜メルサ店、そごうデパート豊田支店、北海道岩内町・町起こし個展（ホテルウキヨ）、ほか。
そのほか、選抜招待出品、銀座松坂屋秋季展（15回）。